# Geert Vervaeke
Geert Vervaeke (Wilrijk, 28 april 1956) is een Belgische illustrator van kinderboeken.

## Leven
Vervaeke studeerde grafiek aan het Sint-Lucaspaviljoen in Antwerpen, waar ze lesgeeft.

## Werk
Haar eerste werk was een boekomslag en illustraties voor het sprookjesboek Stefanie de welriekende uit 1981 van Frank Liedel. Voor het werk gebruikte ze een bijzondere techniek: ingekleurde houtgravures. In haar latere werk als illustrator blijft haar voorkeur voor mixed media zoals de combinatie ecoline, aquarel; kleurpotlood, pen, inkt... In 1992 ontving ze de Boekenpauw voor haar zwart-wit illustraties in Puntje Puntje Puntje het eerste prentenboek van Geert De Kockere. Met dit boek wonnen ze beiden de Jacob Van Maerlantprijs in 1992. De illustraties voor Pup en Kit werden in 2003 bekroond met een White Raven. Voor haar prenten in Drie keer maakt een tijger van Bea De Koster ontving Vervaeke in 2004 een Boekenpluim, volgens de jury nestelt de illustratrice zich duidelijk niet in één bepaalde stijl maar blijft ze zoeken. Ze toont een grote verscheidenheid ondanks haar eigen dada. In 2010 werden haar illustraties voor Een wel heel bijzondere kerst, geschreven door Kristien In-'t-Ven, bekroond met een Zilveren Penseel.

## Bekroningen
- 1992: Boekenpauw voor Puntje puntje puntje
- 1992: Jacob van Maerlantprijs voor Puntje puntje puntje
- 2003: White Raven voor Pup en Kit[1]
- 2004: Boekenpluim voor Drie keer maakt een tijger
- 2010: Zilveren Penseel voor Een wel heel bijzondere kerst

- Digitale Bibliotheek voor de Nederlandse Letteren: verv050
- Gemeinsame Normdatei: 143749617
- International Standard Name Identifier: 0000 0003 9802 8265
- Library of Congress Control Number: n2006051358
- Nederlandse Thesaurus van Auteursnamen: 069076707
- Système universitaire de documentation: 194364399
- Virtual International Authority File: 102617753
- WorldCat: E39PBJr3vGdgVvwBVf6VgcQ6rq